# ستوژا
ستوژا (به بلغاری: Stozha) یک منطقهٔ مسکونی در بلغارستان است که در ساندانسکی واقع شده‌است.
 ستوژا  ۷۵ نفر جمعیت دارد و ۶۷۶ متر بالاتر از سطح دریا واقع شده‌است.